# Нагорода

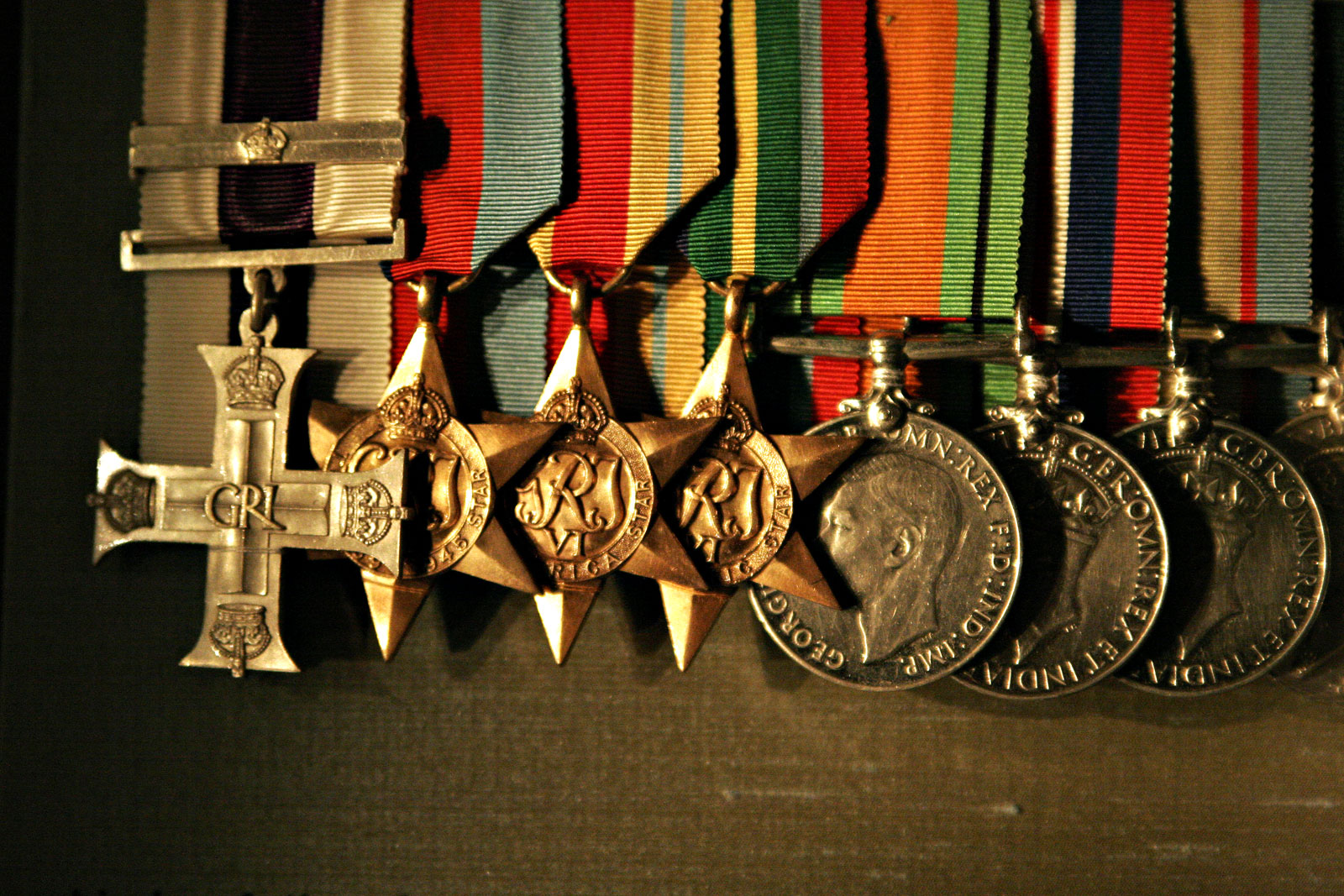
Воєнний Хрест й інші нагороди (Велика Британія)

Нагоро́да — щось, що видають як заохочення за заслуги, відзнаки, в знак подяки за що-небудь. Одним з призначень нагороди є надання особливого соціального статусу особі що отримує нагороду.
До нагород належать: почесні знаки, призи, премії, почесні грамоти, цінні подарунки та почесні звання.

## Почесні відзнаки

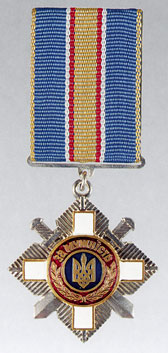
Відзнака Президента України хрест «За мужність» (1995—1996)

До почесних знаків належать ордени, хрести, медалі, значки. Вони носяться на одязі та служать не тільки для прикраси, але й як зриме свідоцтво про досягнення та особисті якості людини (хоробрість, ініціативність, наполегливість у праці тощо). З урахуванням того, що самовихваляння в європейській культурі не схвалюється, почесні знаки отримані за справжні заслуги служать засобом для підвищення громадського статусу.

## Призи
Хоча в широкому сенсі приз — це синонім нагороди, у вузькому сенсі призами іменують пам'ятні сувеніри. До них, наприклад, належать кубки, статуетки, плакетки, нагородні тарілки. Призи зазвичай видаються за досягнення в конкурсах та спортивних змаганнях.

## Почесні грамоти

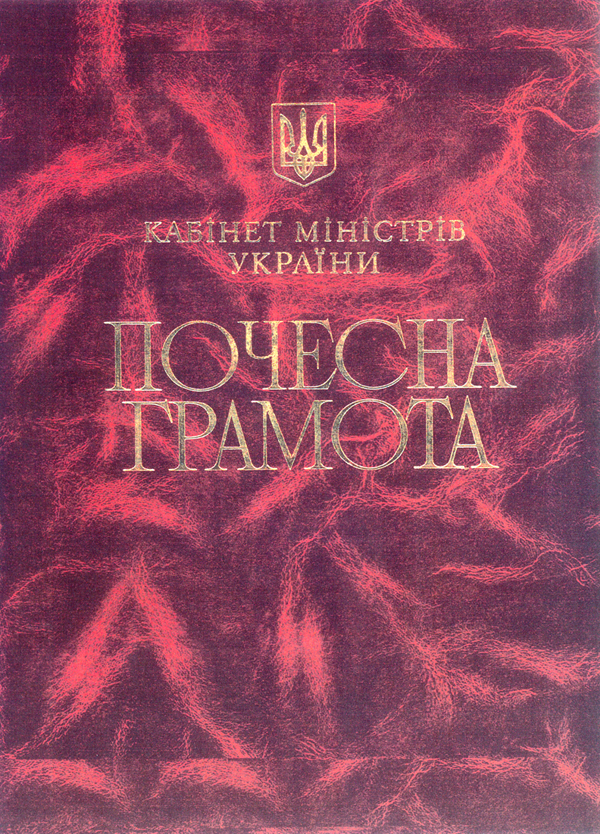
Почесна грамота Кабінету Міністрів України

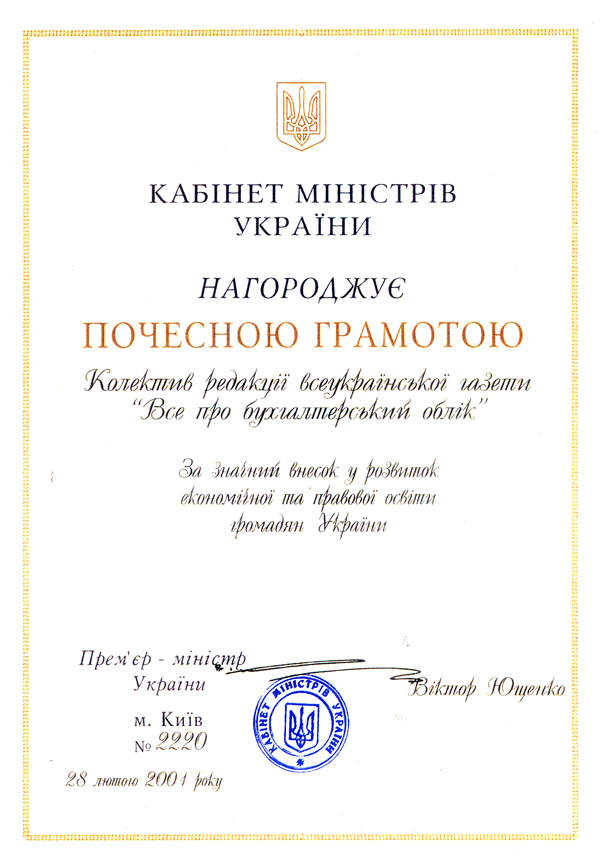
Грамота

Почесна грамота — це документ (як правило гарно оформлений), який в майбутньому може служити доказом успіхів і досягнень. Сюди належать різні свідоцтва, дипломи та подяки. У минулому також цінувалися і вивішувалися для огляду подячні листи від монархів.

## Грошові премії
Іншою формою нагород є премії. Премія — це грошове або інше матеріальне (наприклад, у формі облігацій або акцій) заохочення, що видається за досягнення в якій-небудь області. Звичайно одночасно з премією видають й іншу нагороду, наприклад, разом з Нобелівською премією лауреату видають золоту медаль.

## Цінні подарунки
За старих часів найціннішим подарунком була земля, точніше ділянка землі, нерідко разом з його мешканцями, які монарх дарував за військові заслуги. У старовинних джерелах згадуються й інші нагороди: іменна зброя, коні, дорогоцінні камені. В Нові часи як цінні подарунки стали використовуватися технічні вироби, наприклад, годинники та автомобілі.

## Почесні звання
Поряд зі звичайними військовими званнями та цивільними чинами існують і почесні звання, якими нагороджують за видатні досягнення.